# Trentepohlia galactopa
Trentepohlia galactopa là một loài ruồi trong họ Limoniidae. Chúng phân bố ở miền Australasia.